# Félix Dockx
Félix Dockx foi um ciclista belga que participava em competições de ciclismo de pista. Competiu representando seu país, Bélgica, nos Jogos Olímpicos de Verão de 1920 nos 50 km, embora desistiu da corrida ao completar 4 km de percurso.